# Fangelsbachfriedhof

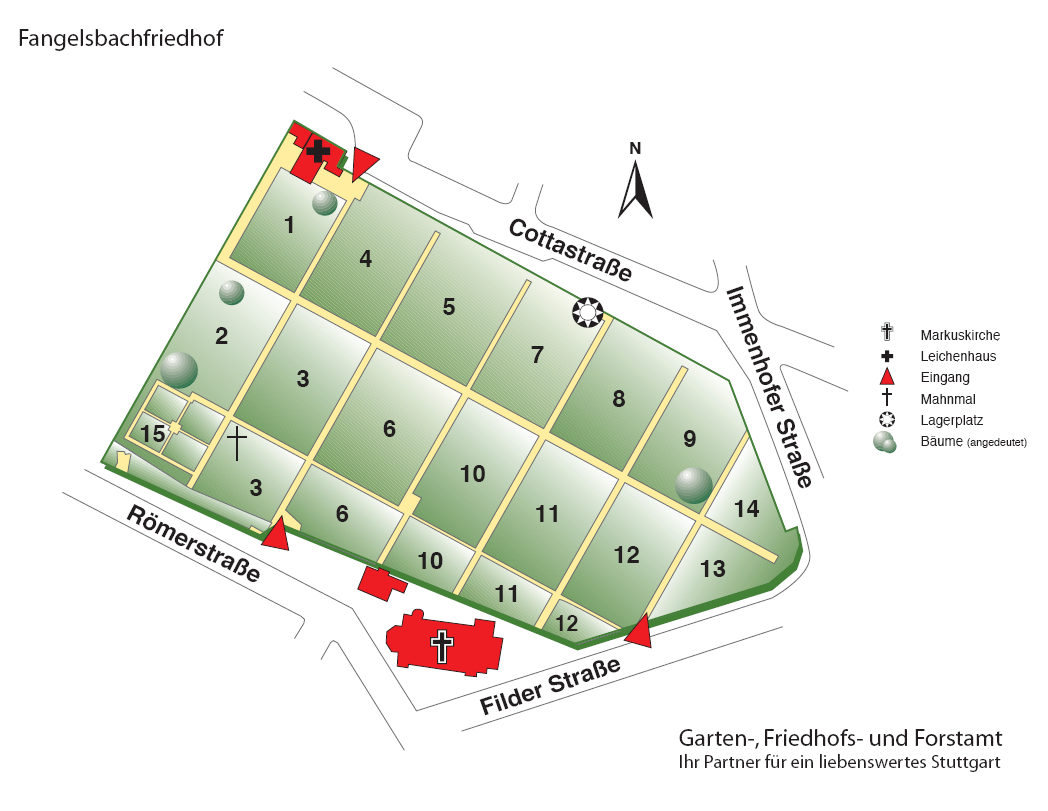
Friedhofsplan

Der  Fangelsbachfriedhof in Stuttgart-Süd ist einer der bedeutendsten historischen Friedhöfe in Stuttgart.

## Geschichte
Der Fangelsbachfriedhof wurde 1823 außerhalb der Stadtgrenzen, im Gebiet Immenhof, einer einstigen Siedlung aus dem Mittelalter, angelegt. Heute von der Filderstraße, der Cottastraße und der Heusteigstraße eng umgrenzt, lag er damals im Grünen zwischen Feldern und Wiesen.
Er wurde angelegt, da der Leonhardskirchhof, um die Leonhardskirche, geschlossen worden und der Lazarettfriedhof bereits voll belegt war.
Sein Name ist auf den Fangelsbach zurückzuführen, der bereits 1286 als „Famelspach“ erwähnt wurde. Von diesem Bach leitete sich dann die Flurbezeichnung und schließlich auch die Namensgebung für den Friedhof ab.
Die erste Erweiterung des Friedhofs wurde 1840 notwendig, 1865/67 wurde der Friedhof ein weiteres Mal erweitert, bis er seine heutige Größe 1869 erhielt.
Von 1906 bis 1908 wurde die Markuskirche von Heinrich Dolmetsch im Jugendstil errichtet.

## Denkmäler

### Kriegerdenkmal

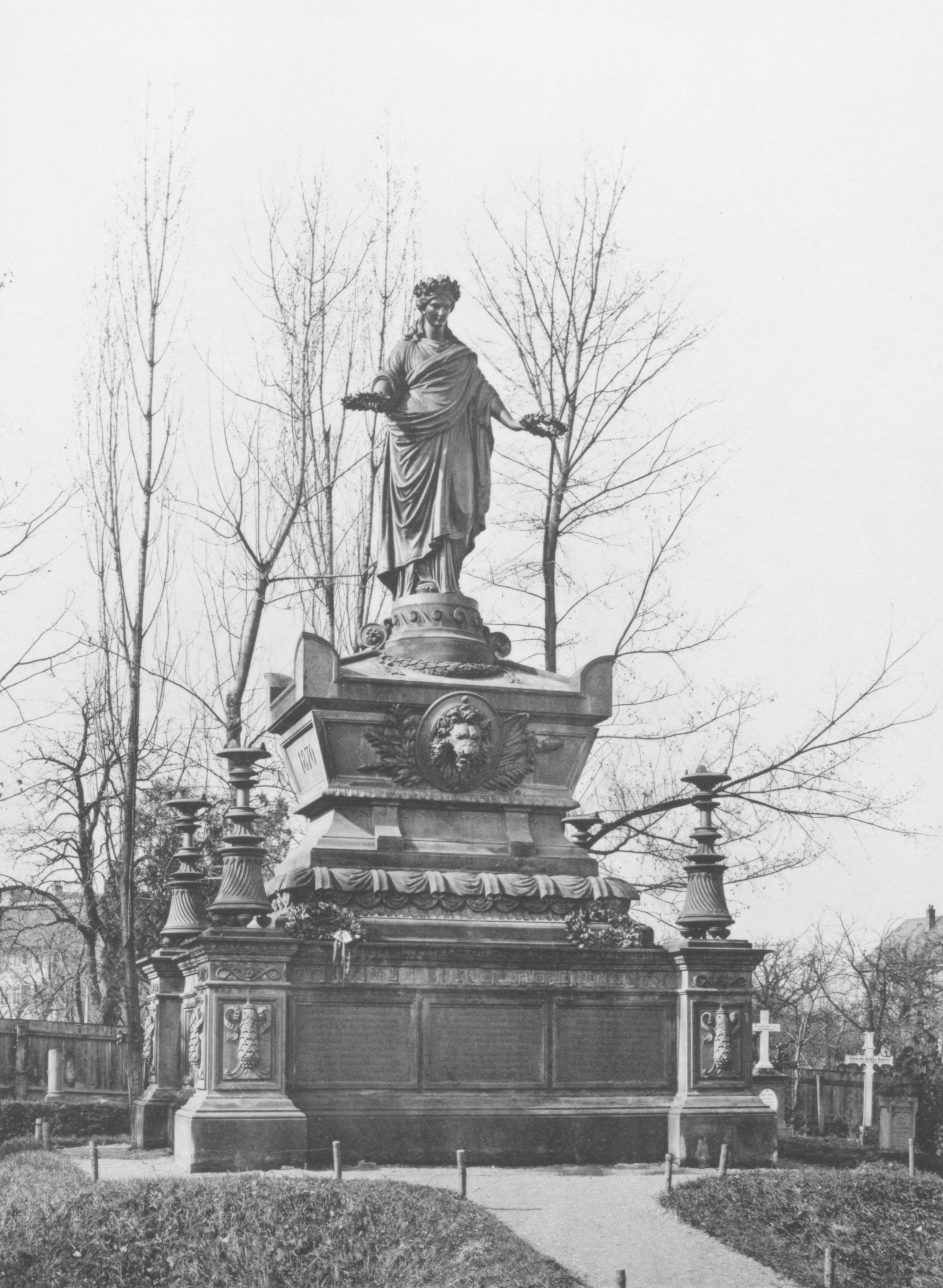
Kriegerdenkmal, 1889

Am 2. Dezember 1874, dem vierten Jahrestag der Schlacht von Champigny-Villiers, wurde auf dem Fangelsbachfriedhof ein Kriegerdenkmal eingeweiht „als gemeinsames Grabmal für 124 deutsche Offiziere, Unteroffiziere und Soldaten, welche während des Kriegs 1870 und 71 hier ihre Ruhestatt gefunden haben“.
Die am Aufbau des Denkmals beteiligten Künstler und ihre Beiträge sind in der untenstehenden Tabelle aufgeführt. „Das würfelförmge Denkmal mit vier Eckpostamenten mit Bronzekandelabern, dazwischen auf einem Sockel ein Sarkophag, war gekrönt mit der Figur des »Vaterlandes« in antikem Gewand. Sie hielt mit beiden Händen Lorbeerkränze zu den Gefallenen in den Gräbern hin. Auf dem Unterbau des Denkmals wurden auf 10 Erztafeln die Namen der 124 Soldaten, die im Fangelsbachfriedhof und der 14 Soldaten, die im Hoppenlaufriedhof beigesetzt worden waren, festgehalten.“
Das Denkmal wurde im Juli 1944 durch eine Fliegerbombe sehr stark zerstört. Drei der zehn Gedenkplaketten gingen ganz verloren. Anstelle des zerstörten Denkmals wurde 1963 das jetzige Mahnmal errichtet.
| Name             | Beitrag                                                           |
| Adolf Gnauth     | Gesamtentwurf, Überwachung der Ausführung                         |
| Ernst Rau        | Modell der Figur des „Vaterlandes“ (auch als Germania bezeichnet) |
| Friedrich Specht | Schild und Löwenkopf                                              |
| Wilhelm Pelargus | Bronzeguss                                                        |
| Ernst Macholdt   | Steinmetzarbeiten                                                 |

### Mahnmal

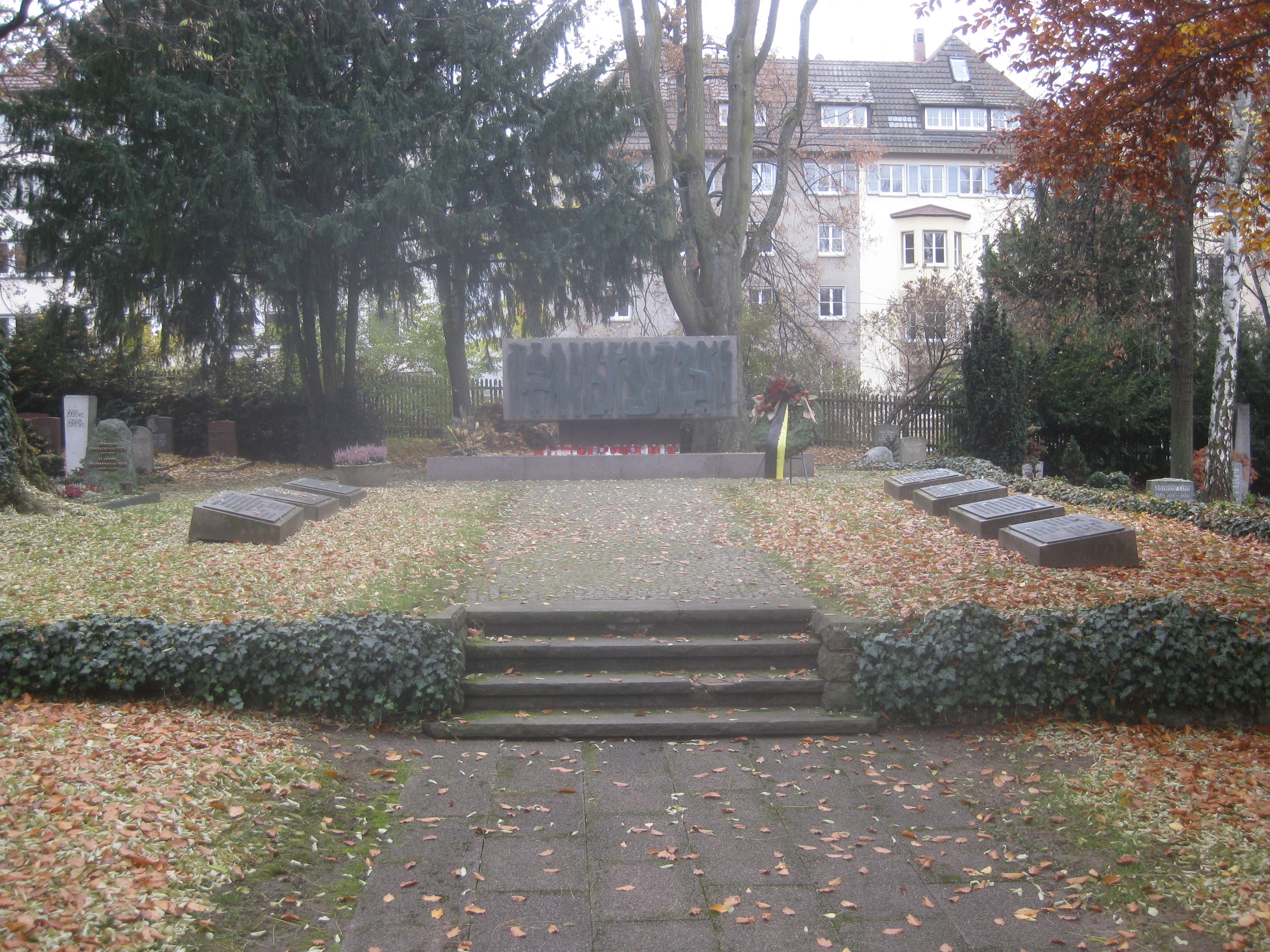
Mahnmal

Das heutige Mahnmal steht an der gleichen Stelle, an der das zerstörte Kriegerdenkmal stand.  Es ist den Gefallenen von 1870/1871 und zusätzlich den Kriegstoten der beiden Weltkriege 1914–1918 und 1939–1945 gewidmet. Das Denkmal aus rötlichem Schwarzwaldgranit wurde von dem Bildhauer Hubert Albert Zimmermann entworfen und am 4. Dezember 1963 eingeweiht.
Über vier Stufen betritt man einen gepflasterten Weg auf einem leicht erhöhten Plateau, der zu dem Mahnmal führt. Der querrechteckige Gedenkstein ist an einer Stele über einer rechteckigen Bodenplatte befestigt. Die Stirnfläche des Steins ist mit stilisierten Bronzesilhouetten gefallener und trauernder menschlicher Gestalten besetzt. Die beiden Seitenflächen und die hintere Fläche des Gedenksteins tragen Inschriften.
- Linke Inschrift: „Hier ruhen 148 Gefallene / Deutsche und Franzosen / aus dem Kriege 1870-1871“.
- Hintere Inschrift: „Errichtet im Jahre 1963 an Stelle / des im Zweiten Weltkrieg / zerstörten Denkmals von 1870-1871“.
- Rechte Inschrift: „Zum Gedenken an die Toten / des Krieges 1870-1871 / und der beiden Weltkriege / 1914-1918   1939-1945“.

Zu beiden Seiten des Wegs sind links drei und rechts vier Liegesteine aufgereiht, auf denen die erhalten gebliebenen sieben Bronzeplaketten des Kriegerdenkmals angebracht sind. Auf einer der Plaketten sind auch die Namen der beiden Taube-Brüder, der Grafen Erich und Axel von Taube aufgeführt, die beide am gleichen Tag in der Schlacht von Champigny-Villiers fielen. Das unglückliche Ereignis wurde damals viel beachtet und erregte allgemeine Anteilnahme.

## Gräber
| → Spaltenlegende und -sortierung | |
| Legende | |
| \| # \| Nummer der Abteilung, in der sich das Grab befindet. Die Lage der Abteilungen geht aus dem Friedhofsplan (siehe oben) hervor. \| \| P \| Grab eines Prominenten. \| \| K \| Grab mit Kunstwerk oder ein Grab, das aus anderen Gründen bemerkenswert ist. \| \| * \| Geburtsjahr. \| \| † \| Todesjahr. \| | |
| Sortierung | |
| - Eine Spalte sortieren: das Symbol im Spaltenkopf anklicken. Spalte Grab/Künstler: Sortierung nach dem Familiennamen. - Nach einer weiteren Spalte sortieren: Umschalttaste gedrückt halten und das Symbol anklicken. - Anfangssortierung: nach dem Familiennamen in der Spalte Grab.                            | |
| # | Nummer der Abteilung, in der sich das Grab befindet. Die Lage der Abteilungen geht aus dem Friedhofsplan (siehe oben) hervor. |
| P | Grab eines Prominenten. |
| K | Grab mit Kunstwerk oder ein Grab, das aus anderen Gründen bemerkenswert ist.                                                  |
| * | Geburtsjahr. |
| † | Todesjahr. |

| Bild | #  | P | K | Grab | *    | †    | Künstler / Objekt |
| ---- | -- | - | - | --- | ---- | ---- | --- |
|      | 12 |   | K | Richard Collyer Andree, königlicher großbritannischer Oberst.                                                           | 1785 | 1865 | J. Schweizer, viereckige Sandsteinstele mit Trophäenaufsatz, 1866.                                                                            |
|      | 09 | P |   | Carl Beisbarth, Architekt.                                                                                              | 1809 | 1878 | |
|      | 09 | P |   | Carl Beisbarth, Architekt.                                                                                              | 1809 | 1878 | |
|      | 03 |   | K | Heinrich Bolley, Obertribunalpräsident, Parlamentarier.                                                                 | 1770 | 1847 | |
|      | 08 |   | K | Christian Bossert, königlicher Hofwerkmeister.                                                                          | 1835 | 1918 | NN, Muschelkalkstele mit Efeuranke, 1899. |
|      | 08 |   | K | Friedrich Bossert, Architekt.                                                                                           | 1871 | 1953 | NN, Schmiedeeisernes, stilisiertes, durchbrochenes Relief einer Pflanze mit zwei Inschriftkartuschen, 1946.                                   |
|      | 14 | P | K | Viktor Cappeller, Bildhauer.                                                                                            | 1831 | 1904 | Viktor Cappeller, 1883. |
|      | 06 | P |   | Gustav Adolf Closs, Künstler und Heraldiker.                                                                            | 1864 | 1938 | |
|      | 05 | P |   | Christian Adam Dann, Pfarrer.                                                                                           | 1758 | 1837 | |
|      | 12 |   | K | Heinrich Ernst. | 1931 | 2000 | NN, Stilisiertes Bronzebäumchen mit kugelförmiger Blätterkrone.                                                                               |
|      | 12 | P |   | Immanuel Fichte, Philosoph.                                                                                             | 1796 | 1879 | |
|      | 12 | P |   | Eberhard Fraas, Geologe und Paläontologe.                                                                               | 1862 | 1915 | |
|      | 12 | P |   | Oscar Fraas, Direktor des Königlichen Naturalienkabinetts.                                                              | 1824 | 1897 | |
|      | 12 | P | K | Christoph Friedrich Gerok, Prälat.                                                                                      | 1786 | 1865 | NN, Sandsteinstele mit Kreuz. |
|      | 10 |   | K | Christian Graff, Stahlgraveur.                                                                                          | 1843 | 1889 | NN, Viereckige Sandsteinstele mit Kugel-/Pyramidenspitze aus Marmor.                                                                          |
|      | 08 |   | K | Adolf Gross, Fabrikant.                                                                                                 | 1850 | 1930 | NN, Zinnenbekrönte Stele mit Kreuz. |
|      | 10 | P | K | Karl Grunert, Hofschauspieler.                                                                                          | 1810 | 1869 | NN, Säulenfragment mit Maske und Lorbeerkranz.                                                                                                |
|      | 06 | P |   | Georg Hambrecht, Wundarzt, Grabstätte von 1832.                                                                         | 1780 | 1823 | |
|      | 11 | P | K | August Hedinger, Arzt und Anthropologe.                                                                                 | 1841 | 1910 | Adolf Fremd, Medaillon mit Porträtrelief. |
|      | 08 |   | K | Anton Kamenzin. | 1890 | 1979 | |
|      | 15 | P |   | Sixt Karl Kapff, Dekan und Pfarrer.                                                                                     | 1805 | 1879 | |
|      | 10 | P |   | Albert Knapp, Stadtpfarrer der Pfarrei St. Leonhard, Dichter und Begründer des ersten Tierschutzvereins in Deutschland. | 1798 | 1864 | NN, Marmorkreuz mit Lyra. |
|      | 10 |   | K | Joseph Knapp, Stadtpfarrer an der Stiftskirche.                                                                         | 1839 | 1893 | NN, Marmorkreuz. |
|      | 05 | P |   | Maria Koppenhöfer, Schauspielerin.                                                                                      | 1901 | 1948 | |
|      | 01 | P |   | Anton Kreidler, Industrieller.                                                                                          | 1863 | 1942 | |
|      | 12 | P | K | Wilhelm Kurtz, Glockengießermeister.                                                                                    | 1879 | 1974 | Heinrich Kurtz (1877–1959) oder Hans Kurtz (1917–2003), Glocke mit Wappenrelief und Engeln an den Henkeln, Handwerkerzeichen mit Signatur HK. |
|      | ?  | P |   | Armin Lang, Fernsehproduzent und Synchronsprecher.                                                                      | 1928 | 1996 | |
|      | 10 |   | K | Paul Lauser, Werkmeister.                                                                                               | 1820 | 1870 | NN, Akroterionbekrönte Stele mit Relief einer weiblichen Engelfigur.                                                                          |
|      | 03 | P |   | Ernst Macholdt, Bildhauer.                                                                                              | 1814 | 1879 | NN, Sandsteinstele mit Künstlerwappen (verloren) unter Lorbeerkranz.                                                                          |
|      | 02 |   | K | Albertine Müller geb. Erhard.                                                                                           | 1816 | 1838 | L. Schaller. |
|      | 08 | P | K | Johann Georg Friedrich Müller, Buchdrucker, Gründer des Neuen Tagblatts 1843.                                           | 1803 | 1857 | NN, Doppelpult mit Kreuz (verloren) und zwei Liegeplatten, Liegeplatte von Johann Georg Friedrich Müller als aufgeschlagenes Buch (links).    |
|      | 08 | P | K | Adolf Müller-Palm, Journalist, Schriftsteller und Zeitungsverleger.                                                     | 1840 | 1904 | NN, Doppelpult mit Kreuz (verloren) und zwei Liegeplatten, Liegeplatte von Adolf Müller-Palm als aufgeschlagenes Buch (rechts).               |
|      | 01 | P | K | Johann Jacob Nill, Werkmeister und Gemeinderat.                                                                         | 1819 | 1877 | NN, Obelisk aus weißem Marmor mit Porträtrelief aus Metall und Baumeisterwappen.                                                              |
|      | 10 |   | K | Friedrich Oexle. | 1914 | 1992 | Auguste Rodin, verkleinerte Bronzereplik der Plastik „Der Denker“, Höhe etwa 40 cm.                                                           |
|      | ?  |   | K | Carl Offterdinger, Maler und Illustrator.                                                                               | 1829 | 1889 | |
|      | 05 | P |   | Eduard Paulus der Jüngere, Archäologe.                                                                                  | 1837 | 1907 | |
|      | 07 | P |   | August Friedrich von Pauly, Klassischer Philologe.                                                                      | 1796 | 1845 | |
|      | 07 | P |   | Christian Ludwig Pelargus, württembergischer Hofzinngießer.                                                             | 1783 | 1843 | |
|      | 12 | P | K | Wilhelm Pelargus, Kunstgießer.                                                                                          | 1820 | 1901 | |
|      | 10 |   | K | Wilhelm Pfitzer, Handelsgärtner.                                                                                        | 1821 | 1905 | Findling mit Inschriftentafel und Rosenblütengirlande aus Bronze, 1893.                                                                       |
|      | 10 | P |   | Johann Baptist Pischek, Opernsänger.                                                                                    | 1814 | 1873 | NN, Porträtrelief. |
|      | 14 | P |   | Charlotte Reihlen, Diakonisse.                                                                                          | 1805 | 1868 | |
|      | 03 | P |   | Luise Schall geb. Rau, Verlobte von Eduard Mörike.                                                                      | 1806 | 1891 | |
|      | 06 |   | K | Johann Lorenz Schiedmayer, Klavierfabrikant.                                                                            | 1786 | 1860 | NN, viereckiger Sandsteinblock mit Eckpilaster, Auflageplatte mit Bronzelyra in Lorbeerkranz, 1832.                                           |
|      | 04 | P |   | Carl von Schiller, Oberförster, Sohn des Dichters Friedrich Schiller.                                                   | 1793 | 1857 | |
|      | 04 | P |   | Friedrich von Schiller, Major, Sohn von Carl von Schiller.                                                              | 1826 | 1877 | |
|      | 10 | P |   | Adolph Gottlieb Ferdinand Schoder, Politiker.                                                                           | 1817 | 1852 | NN, Liegeplatte mit durchbrochenem Bronzerelief mit Schriftband und Eichenlaubkranz.                                                          |
|      | 12 |   | K | Jakob Schwarz, Werkmeister.                                                                                             | 1823 | 1887 | NN, giebelbekrönte Sandsteinstele mit Akroterien und Werkmeisterwappen im Lorbeerkranz.                                                       |
|      | 12 |   | K | Theodor Seitz. | 1861 | 1942 | NN, Findling mit Inschriftentafeln. |
|      | 10 | P | K | Gustav Siegle, Fabrikant und Großindustrieller.                                                                         | 1840 | 1905 | H. Schwabe, Bronzen und Relief, Guss: Christoph Lenz, 1879.                                                                                   |
|      | 10 | P | K | Gustav Siegle, Fabrikant und Großindustrieller.                                                                         | 1840 | 1905 | H. Schwabe, Bronzen und Relief, Guss: Christoph Lenz, 1879.                                                                                   |
|      | 10 | P | K | Gustav Siegle, Fabrikant und Großindustrieller.                                                                         | 1840 | 1905 | H. Schwabe, Bronzen und Relief, Guss: Christoph Lenz, 1879.                                                                                   |
|      | 10 |   | K | Theodor Strauss-Rueff, Kaufmann.                                                                                        | 1838 | 1901 | NN, Kniender Mann, zum Himmel blickend. |
|      | 12 |   | K | Maximilian Sucro, Kaufmann.                                                                                             | 1858 | 1923 | Emil Kiemlen, Trauernder, sitzender Engel, 1912.                                                                                              |
|      | ?  | P |   | Rolf Thieringer, Politiker.                                                                                             | 1927 | 2022 | |
|      | 08 | P |   | Nikolaus von Thouret, Baumeister.                                                                                       | 1767 | 1845 | |
|      | 02 |   | K | Friedrich Ehregott Tiedemann, Kunstmaler.                                                                               | 1865 | 1893 | J. Sautermeister, Granitfindling mit Porträtrelief aus Metall, 1894.                                                                          |
|      | 07 | P |   | Gustav Friedrich Werner genannt Affenwerner, Cafetier und Tiergartenbesitzer.                                           | 1809 | 1870 | |
|      | 07 | P |   | Eva Zippel, Bildhauerin.                                                                                                | 1925 | 2013 | Jörg Failmezger, Schriftstein. |